# بیلی بارت
بیلی بارت (انگلیسی: Billy Barrett؛ 3 August 1893 – ۱۹۶۲ (۶۸−۶۹ سال)) بازیکن فوتبال بود.